# Distretto di Yakakent
Il distretto di Yakakent (in turco Yakakent ilçesi) è uno dei distretti della provincia di Samsun, in Turchia.